# 1341-1347年拜占庭内战
两约翰内战，也称1341-1347年拜占庭内战，是拜占庭皇帝约翰五世·巴列奥略与约翰六世·坎塔库泽努斯之间为争夺帝国控制权而发生的一系列冲突。一方面為安德洛尼卡三世的首席大臣约翰六世·坎塔庫澤諾斯；另一方面為太后薩伏依的安娜、君士坦丁堡大主教約翰十四世·卡萊卡斯和海军统帅阿莱克修斯·阿波考科斯為首的摄政集团。戰爭導致拜占庭社會出現階級分化，貴族支持坎塔庫澤諾斯，而中下階層則支持攝政政府。在較小程度上，這場衝突帶有宗教色彩；拜占庭捲入了靜修派的爭論，而對靜修派神秘教義的堅持常常等同於對坎塔庫澤諾斯的支持。
作为皇帝安德洛尼卡三世的首席助手和最亲密的朋友，坎塔库泽努斯在安德洛尼卡三世于1341年6月15日去世后成为未成年的约翰五世的摄政王。同年9月23日，当坎塔库泽努斯前往季季莫蒂霍集结军队，准备接管亚该亚时，阿萊克修斯·阿波卡科斯和牧首約翰十四世領導的政變獲得了安娜的支持並建立了新的摄政。作为回应，坎塔庫澤努斯的軍隊和支持者於10月26日擁立他為共治皇帝，季季莫蒂霍主教在次得知消息，祝贺坎塔库泽努斯时说道：“你能成为罗马皇帝自然是上帝旨意，但是过早食用未成熟的无花果一定会导致嘴唇肿胀”。他加冕行为加深了他与摄政集团之间的矛盾。而分裂立即升級为武裝衝突。
在战争的最初几年，摄政集团占了上风。在幾次反貴族起義（最著名的是塞薩洛尼基奮銳黨起義）之後，色雷斯和馬其頓的大多數城市都處於攝政政府的控制之下。坎塔库泽努斯逃往塞尔维亚，与杜尚结盟。到了1345年，尽管杜尚加入摄政阵营、乌穆尔因士麦那十字军退出，但坎塔库泽努斯仍然在奥斯曼帝國貝伊利克統治者奧爾罕的協助下佔據上風。1345年6月11日，摄政王阿莱克修斯·杜卡斯·阿波考科斯在视察新监狱的时候，被囚犯私刑处死，這對攝政政權造成了沉重的打擊。1346年5月21日，坎塔庫澤努斯受到杜尚加冕的刺激，在阿德里安堡由耶路撒冷牧首正式加冕为皇帝，并于1347年2月3日进入君士坦丁堡。在2月8日他与安娜达成协议，根据协议，他將作為約翰五世的資深皇帝和摄政王統治十年，直到约翰五世成年并与他一起統治。儘管取得了表面上的勝利，但隨後內戰的再度爆發迫使約翰六世·坎塔庫澤諾斯於1354年退位並隱居成為一名僧侶。
長期衝突的後果對帝國來說是災難性的，帝國在安德洛尼卡三世的統治下恢復了一定程度的穩定。七年的战争、掠奪軍隊的存在、社會動亂以及黑死病的到來摧毀了拜占庭。这场冲突也使杜尚征服了阿尔巴尼亚、色萨利、伊庇鲁斯和马其顿大部分地区，并建立了塞尔维亚帝国。保加利亚第二帝国也获取了埃夫罗斯河以北的领土。